# 扎夫爾奇足球俱樂部
扎夫爾奇足球俱樂部是斯洛文尼亞的一家足球俱樂部，球隊現在參加斯洛文尼亞足球乙級聯賽的賽事。球隊成立於1969年。